# Sémaphoriste
Le sémaphoriste désigne la personne qui assure la veille dans un sémaphore.

## Description
En France, les sémaphoristes font partie du personnel de la Marine nationale, pour les sémaphores militaires. Les postes de sémaphoristes sont ouverts aux marins maistranciers physiquement aptes, avec un bon niveau d’anglais et possédant une bonne élocution.
Le sémaphore de la barre d'Étel est un sémaphore civil géré par la commune de Plouhinec. Josiane Péné est la première femme à exercer le métier de sémaphoriste.